# Exèrcit de Kwantung

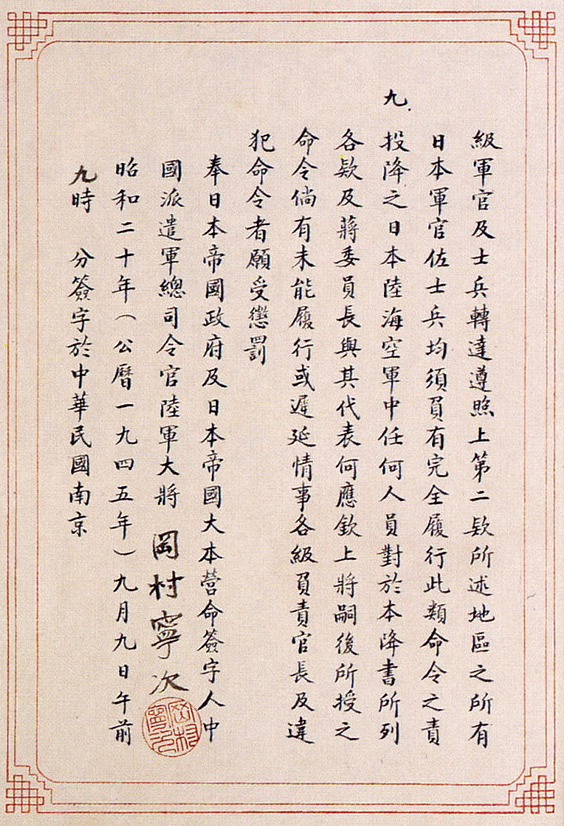
Document de la rendició japonesa de 1945

L'Exèrcit de Kwantung, també conegut com a Exèrcit de Guandong  i Exèrcit de Kantō (xinès tradicional:关东军; xinès tradicional: xinès : 關東軍 ; pinyin: Guāndōngjūn; japonès: 関東軍 kantōgun) fou un grup militar creat l'abril de 1906 i dissolt el 1945 quan. arran l'ofensiva soviètica a Manxúria, l'estat titella de Manxukuo s'enfonsà i derrotaren els japonesos de forma absoluta i capturaren centenars de milers soldats enemics. El seu centre principal es trobava situat a l'actual Changchun (i que els japonesos havien denominat Hsinking). Va estar integrat en l'Exèrcit Imperial nipó. Personatges destacats van formar part d'aquesta força armada. L'origen del nom es deu a Guandong de la península del Liaodong.
El paper del Japó a la Xina s'ha d'entendre pel següent procés: 

## LaPrimera Guerra Sinojaponesa
Amb motiu d'obtenir control de Corea, la guerra entre la Xina de la dinastia Qing i el Japó dels Meiji s'inicià el dia 1 d'agost del 1894 i acabà el 17 d'abril de 1895). El resultat del conflicte va tenir com a conseqüència la pèrdua d'influència xinesa a Corea i la presència cada cop més forta de Rússia fora de Sibèria, ja que el Japó va haver de renunciar, en favor dels russos, la península de Liaodong i Port Arthur. Xina va edir Taiwan als japonesos.

## Laguerra russojaponesa
La guerra russojaponesa (febrer 1904 - setembre 1905) va significar la primera vegada que una potència emergent no occidental va derrotar una potència europea. Davant l'expansionisme rus i britànic, tant Japó com els Estats Units, pretenien incrementar la seva àrea d'influència a Àsia. L'enfrontament armat entre Rússia i Japó, que rivalitzaven en les seves ambicions tant a Manxúria com a Corea, esclatà a començaments de 1904 i Japó va obtenir una clara victòria, sense necessitar la col·laboració de Gran Bretanya amb la qual havia signat una aliança el 1902 per contraposar la presència russa a Sibèria. El tsar amb el Tractat de Portsmouth va cedir Liaoyang i Port Arthur (port d'"aigües calentes" que no sofria la congelació del mar com en el cas de Vladivostok, lliurar la meitat sud de l'illa de Sakhalín, i deixar els territoris que tenia arrendats a Manxúria i, finalment, reconèixer la influència japonesa sobre Corea, fet que originaria greus conflictes entre l'imperi Qing i l'imperi del Japó. Els nipons imposen el seu control a la zona del Pacífic.

## Primera Guerra Mundial
El 23 d'agost de 1914 Japó participa en la guerra en contra de les Potències Centrals tot exigint condicions preferents a la Xina (quan el dictador monarca Yuan Shikai ja havia iniciat la recuperació de concessions alemanyes)) i ocupa territoris que estaven en poder de Alemanya, al Pacífic i el port xinès de Tsingtao que era la principal base colonial a la zona i diversos territoris alemanys. També Xina, el 1917, va declarar la guerra al bàndol dels aliats que seran els vencedors, per protegir el seu territori, però degut a revoltes internes, pràcticament cap soldat xinès va utilitzar les armes, però, en canvi, milers de voluntaris xinesos van treballar a Europa. Amb la pau, Xina va ser marginada i el Japó se n'aprofità, cosa que va crear un ressentiment antijaponès a la Xina.

## Invasió japonesa de Manxúria
El 1931 Manxúria és ocupada pel japonesos el 1931 i rebrà el nom de Manxukuo i es convertirà en un estat titella, independent de la Xina,però, en el fons, un protectorat del Japó que nomenarà emperador a Puyi. L'espurna del conflicte fou l'incident de Mukden i l'Exèrcit de Kwantung van capturar diverses ciutats. Les peticions de la Xina a la Societat de Nacions i als Estats Units no van servir per res. El govern xinès, però, conscient de la seva debilitat no va declarar la guerra oberta contra el Japó. La veritable guerra, la Segona Guerra Sinojaponesa, començarà el 7 de juliol de 1937.

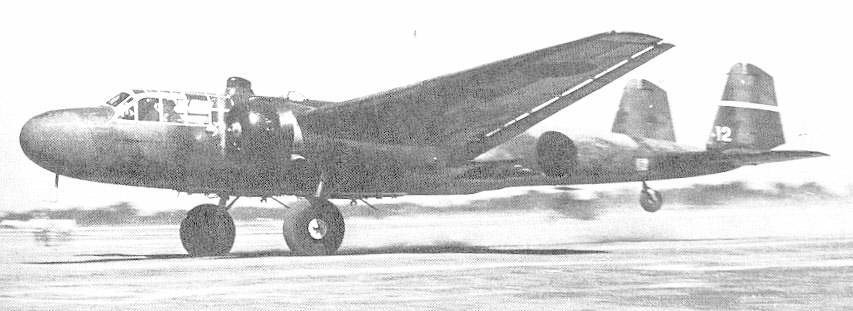
Avió japonès

## Unitat 731
La coneguda Unitat 731 dedicada a l'experimentació amb éssers humans i responsable de terribles crims, era oficialment coneguda com a Departament de Prevenció d'Epidèmies i Purificació de l'Aigua de l'Exèrcit de Kwantung. Inicialment depenia de la policia militar (Kempeitai) però més endavant Shiro Ishii, alt oficial de l'Exèrcit de Kwantung. es va fer càrrec de la Unitat 731 que adoptà aquest nom l'any 1941.